# Hamlin County
Hamlin County ist ein County im Bundesstaat South Dakota der Vereinigten Staaten. Das U.S. Census Bureau hat bei der Volkszählung 2020 eine Einwohnerzahl von 6164 ermittelt. Der Verwaltungssitz (County Seat) ist Hayti.

## Geographie
Der Bezirk hat eine Fläche von 1393 Quadratkilometern; davon sind 81 Quadratkilometer (5,78 Prozent) Wasserflächen. Er ist in 13 Townships eingeteilt: Brantford, Castlewood, Cleveland, Dempster, Dixon, Estelline, Florence, Garfield, Hamlin, Hayti, Norden, Opdahl und Oxford.

## Geschichte
Die Verwaltungsorganisation des Countys wurde im Jahr 1873 abgeschlossen und nach dem Politiker und amerikanischen Vizepräsidenten Hannibal Hamlin benannt.

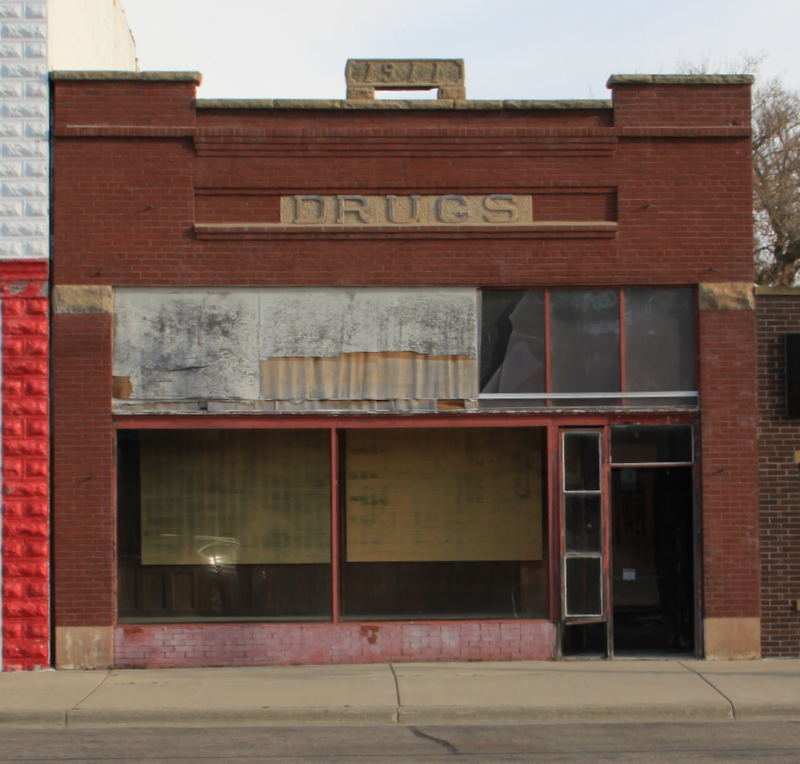
Der Hoffelt Drug Store ist einer von 14 Einträgen des Countys im NRHP.

14 Bauwerke und Stätten des Countys sind im National Register of Historic Places (NRHP) eingetragen (Stand 31. Juli 2018).

## Bevölkerungsentwicklung

| 1900 | 1910 | 1920 | 1930 | 1940 | 1950 | 1960 | 1970 | 1980 | 1990 | 2000 | 2010 | 2020 |
| ---- | ---- | ---- | ---- | ---- | ---- | ---- | ---- | ---- | ---- | ---- | ---- | ---- |
| 5945 | 7475 | 8054 | 8299 | 7562 | 7058 | 6303 | 5172 | 5261 | 4974 | 5540 | 5903 | 6164 |

## Städte und Gemeinden
Städte (cities)
- Bryant
- Castlewood
- Estelline
- Lake Norden

Gemeinden (towns)
- Hayti
- Hazel